# NGC 5002
NGC 5002 je prečkasta spiralna galaktika u zviježđu Lovačkim psima. 

## Vanjske poveznice
- (engl.) SEDS: NGC 5002
- (engl.) Revidirani Novi opći katalog
- (engl.) Izvangalaktička baza podataka NASA-e i IPAC-a
- (engl.) Astronomska baza podataka SIMBAD
- (engl.) VizieR